# Binari compenetrati
I binari compenetrati sono tratti di un tracciato ferroviario o tranviario caratterizzati dalla presenza di due coppie di binari tra loro compenetrate, una sola delle quali può essere utilizzata, in un dato momento, da un veicolo in transito.
I due binari possono essere caratterizzati da un diverso senso di percorrenza, da un diverso scartamento o da una diversa sagoma limite.

## In Italia

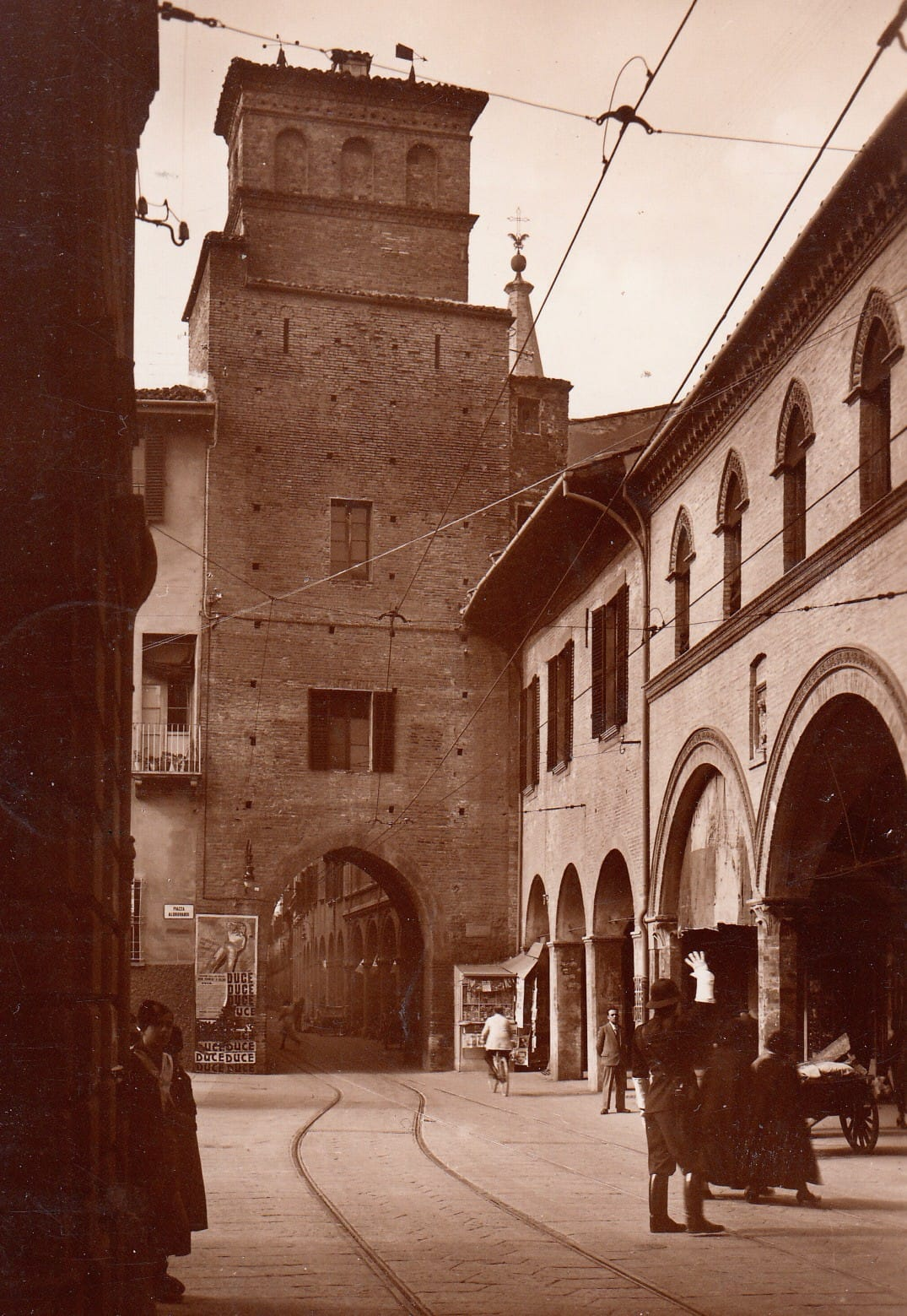
Binari compenetrati sotto al Torresotto di via San Vitale, a Bologna, nel 1936

### Bologna
La rete tranviaria storica di Bologna presentava diversi punti a binari compenetrati, tra cui il transito sotto al Torresotto di Via San Vitale.

### Milano
La sede tranviaria adiacente alle Colonne di San Lorenzo, oggi a binario unico, era in passato attrezzata con binari compenetrati.

### Roma
Lungo la ferrovia Roma-Giardinetti, tra le fermate di Porta Maggiore e Ponte Casilino è presente un tratto con binari compenetrati.